# Gran Plana Xinesa

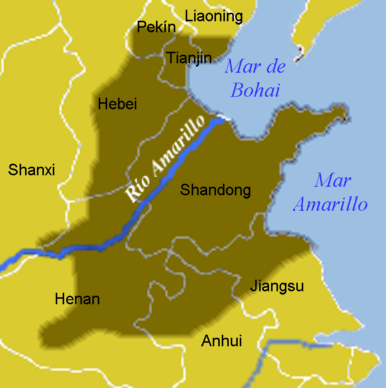
La Plana Central de la Xina.

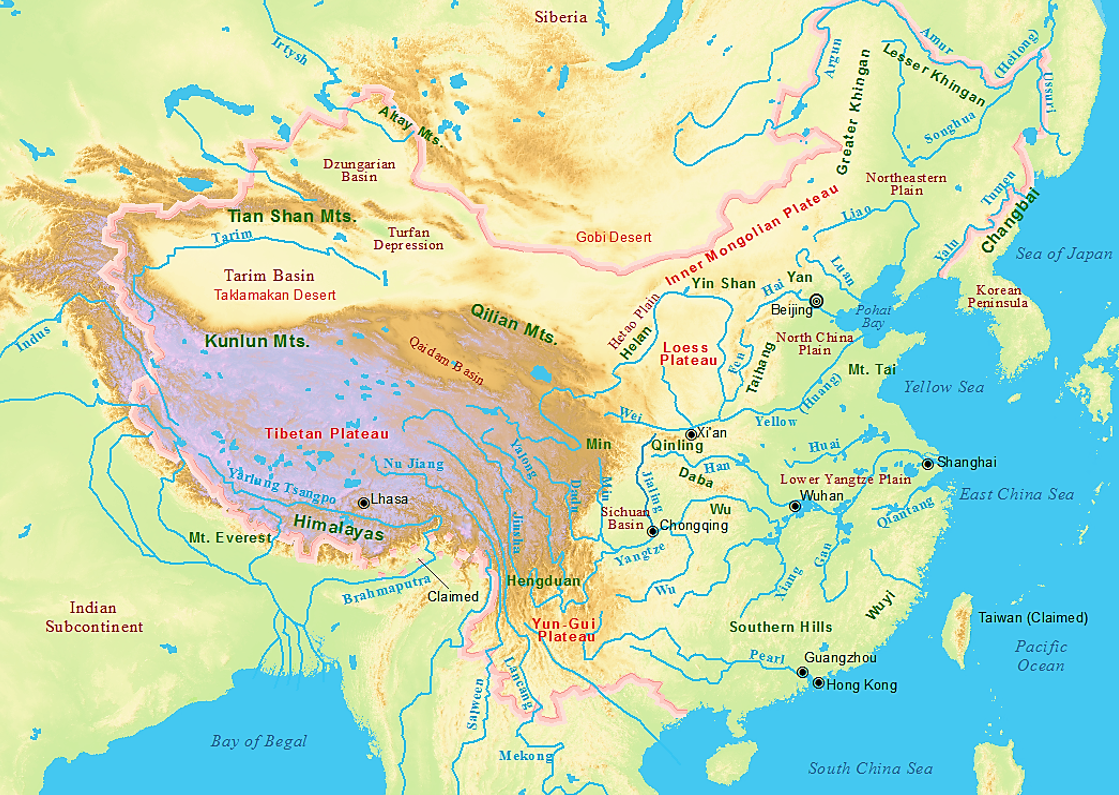
La Plana del Nord en el context de tota la Xina.

La Gran Plana Xinesa, que en xinès es diu Zhongyuan (中原, Zhōngyuán) o Zhongtu (中土, Zhōngtǔ), és l'àrea del curs baix del Riu Groc, on se situa el bressol de la civilització xinesa. La Gran Plana Xinesa també es coneix com la "Plana Central" i com la "Plana del Nord de la Xina".

## Geografia física
La Plana del Nord de la Xina es forma quan el riu Groc emergeix de les muntanyes de l'interior i s'endinsa en un gran delta creat pels sediments abocats pel riu durant milions d'anys. Formada pels al·luvions del curs baix del Riu Groc, el "País de la terra groga" és la plana al·luvial més extensa de la Xina, amb uns 409.500 km² de superfície, i a la seva part més meridional inclou també la vall baixa del riu Iang-Tsé. En un sentit més restringit, la Plana Central comprèn les actuals províncies de Henan, sud de Hebei, sud de Shanxi i oest de Shandong. Ara bé, una interpretació més ampliada inclouria també la plana de Guanzhong, a la província de Shaanxi, el nord-oest de Jiangsu i parts del nord d'Anhui, on s'ajunta amb el delta del riu Iang-Tsé, i del nord de Hubei.
La major part d'aquest territori no s'eleva més de 50 m sobre el nivell del mar. Molt fèrtil i molt densament poblada, aquesta plana és una de les regions més densament poblades del planeta i una de les regions agrícoles més importants de la Xina, i s'hi produeix la major part del mill, blat de moro, sorgo, verdures i cotó de la Xina. També s'hi produeixen blat, sèsam i cacauets.
La plana queda delimitada per les Muntanyes Yan al nord, les Muntanyes Taihang a l'oest, les Muntanyes Dabiè i les Muntanyes Tianmu al sud, i per la Mar Groga a l'est. El Riu Groc flueix pel mig de la plana fins a desembocar al golf de Bo Hai.
Beijing, la capital nacional, se situa a l'angle nord-est de la plana, on també hi ha Tianjin, una important ciutat industrial i port comercial. Al delta del riu Groc, a Shandong, s'hi localitza el segon camp petrolífer més important de la Xina.

## Significació històrica

Fragment d'os amb escriptura en xinès arcaic (Dinastia Shang, 1200 aC).

Des de l'inici de la Història registrada o escrita, la Gran Plana Xinesa ha estat un indret important per a la civilització xinesa, de fet el seu bressol.
La geografia d'aquesta regió ha tingut implicacions culturals i polítiques profundes. Al contrari de les regions més al sud del riu Iang-Tsé, la gran plana es desenvolupa pràcticament sense interrupcions degudes a muntanyes i té molts menys rius, de manera que les comunicacions a cavall resulten fàcils i ràpides. El resultat d'això és que la llengua parlada és relativament uniforme a tota la plana, en contrast amb la plètora de llengües i dialectes que conviuen al sud de la Xina. A més, la possibilitat de comunicacions ràpides ha comportat que el centre polític de la Xina hagi tendit a localitzar-se aquí.
Abans de la Dinastia Qin, l'actual Luoyang i la regió que l'envolta eren considerades el “Centre del Món”. I la capital de la Dinastia Xia es localitzava al voltant del Mont Song i de la conca del riu Luo.
Inscripcions d'alguns objectes de bronze d'aquella època que s'han trobat contenen referències als 'Estats del Centre' (Zhongguo, que és precisament com s'anomena actualment tot el país), als 'Estats de l'Est', o als 'Estats del Sud'. Això indica que la Plana Central, que és anomenada la zona dels 'Estats del Centre' en aquestes inscripcions, es considerava que ocupava el centre del món.
En un sentit ampli, el terme Zhongyuan es refereix a la civilització xinesa i a la Xina estricta, regions directament governades per les dinasties i els governs ètnicament xinesos. Tanmateix, quan s'empra per descriure la civilització xinesa, Zhongyuan sovint denota la preponderància cultural de l'ètnia han i dels seus ancestres huaxia.
Com que el sòl fèrtil de la Plana del Nord es transforma gradualment en les estepes i els deserts de Jungària, Mongòlia Interior i Manxúria, tota la plana ha estat sotmesa històricament a les invasions dels pobles nòmades o seminòmades originaris d'aquestes regions, cosa que va motivar la construcció de la Gran Muralla Xinesa.
D'altra banda, tot i que el sòl de la Plana del Nord és molt fèrtil, el temps és imprevisible pel fet que hi conflueixen els vents humits del Pacífic i els vents secs de l'interior del continent asiàtic. Això fa que aquesta regió pateixi alternativament inundacions i episodis de sequera. A més, en ser tant plana tota la regió, quan es trenquen les estructures de contenció dels rius les inundacions afecten una zona molt extensa. Molts historiadors han proposat que aquests factors han contribuït al desenvolupament d'un estat centralitzat que s'encarregui del manteniment de sitges de gra, obres hidràuliques i fortificacions defensives contra els pobles de l'estepa.
La teoria de les "societats hidràuliques" suposa que els primers estats es van generar a les valls del Nil, de l'Eufrates, de l'Indus i del Riu Groc a causa de la necessitat de supervisar un gran nombre de treballadors dedicats a la construcció i reparació dels canals de reg i dels dics de contenció d'inundacions.